# Joseph Mazilier
Joseph Mazilier, född 13 mars 1801 i Marseille, död 19 maj 1868 i Paris, var en fransk balettdansör och koreograf.
Mazilier är mest känd för baletterna Le Corsaire och Paquita.